# Bolothrips
Bolothrips – rodzaj wciornastków z podrzędu rurkoodwłokowych i rodziny kwietniczkowatych (Phlaeothripidae).
Długość głowy mniejsza niż 1,2 jej szerokości. Sztylety szczęk szerokie (szersze niż 5 μm), taśmowate, rozstawione V-kształtnie. Oczy wydłużone w kierunku brzusznym.
Wciornastki te zamieszkują głównie Holarktkę. Dwa gatunki znane są z Afryki Południowej, a jeden z Tristan da Cunha.
Należy tu 17 opisanych dotąd gatunków, w tym:
- Bolothrips bicolor (Heeger, 1852)
- Bolothrips cingulatus (Karny, 1916)
- Bolothrips dentipes (Reuter, 1880)
- Bolothrips gilvipes (Hood, 1914)
- Bolothrips icarus (Uzel, 1895)
- Bolothrips insularis (Bagnall 1914)
- Bolothrips italicus Mound 1974
- Bolothrips pratensis Hood, 1939
- Bolothrips rachiphilus Cott, 1956
- Bolothrips schaferi (Thomasson and Post, 1966)